# Philadelphia Comets
Die Philadelphia Comets waren eine US-amerikanische Eishockeymannschaft aus Philadelphia, Pennsylvania. Das Team spielte in der Saison 2005/06 in der North Eastern Hockey League. Das Team absolvierte keine Heimspiele und stand ausschließlich auswärts im Einsatz; trainiert wurde aber in Philadelphia.

## Geschichte
Die Mannschaft wurde 2005 als Franchise der North Eastern Hockey League gegründet, die in der Saison 2005/06 unter dem Namen Continental Professional Hockey League firmierte. Die reguläre Saison, geplant mit 44 Spielen, wurde jedoch bereits Mitte Dezember 2005 nach lediglich sechs Spielen aufgrund wirtschaftlicher Probleme abgebrochen.